# Topomyia unispinosa
Topomyia unispinosa är en tvåvingeart som beskrevs av Thurman 1959. Topomyia unispinosa ingår i släktet Topomyia och familjen stickmyggor.
Artens utbredningsområde är Thailand. Inga underarter finns listade i Catalogue of Life.